# Roman Josi
Roman Josi (Bern, 1990. június 1. –) világbajnoki és világkupa ezüstérmes svájci válogatott jégkorongozó, hátvéd, olimpikon. Az NHL-ben szereplő Nashville Predators csapatkapitánya.

## Karrier
Josi szülővárosának csapatában, az SC Bern csapatában kezdett el jégkorongozni. A Nashville Predators választotta ki őt a 2008-as NHL-drafton a második kör 38. helyén. 2011. november 26-án a Detroit Red Wings ellen mutatkozott be az NHL-ben.

## Nemzetközi szereplés
2009 óta tagja a svájci felnőtt válogatottnak. A svájci válogatottal három világbajnoki ezüstérmet szerzett, 2013-ban, 2018-ban és 2024-ben.

## Díjai
- Világbajnoki ezüstérmes: 2013, 2018, 2024
- A világbajnokság legjobb hátvédje: 2013, 2024
- A világbajnokság legjobb játékosa: 2013
- A világbajnokság All-star csapatának tagja: 2013, 2024
- Svájci bajnok: 2010, 2013